# Lupita Jones
María Guadalupe Jones Garay (Mexicali, Baja California, 6 de septiembre de 1967), conocida como Lupita Jones, es una actriz, escritora y empresaria mexicana. Ganó el título Miss Universo 1991 celebrado en Las Vegas, Nevada, siendo la primera mexicana en obtener dicho premio. Fungió como Directora Nacional del concurso Nuestra Belleza México bajo la producción de Televisa desde 1993 hasta 2023, y Cynthia de la Vega ocupó su antiguo cargo. A su salida, fundó Mexicana Universal.
Estudió la carrera de Licenciatura en Administración de Empresas, obteniendo su título profesional en 1989. Además, cursó un postgrado en Administración Industrial en el Centro de Enseñanza Técnica y Superior (CETYS) en Mexicali, Baja California.

## Actividades profesionales
En 1994, formó la empresa Promocertamen junto a Televisa, organizadora y creadora del concurso Nuestra Belleza México con el propósito de promover la belleza de la mujer mexicana en el mundo en los eventos de belleza Miss Universo, Miss Internacional y Miss Mundo.
En 1997, creó el primer concurso de belleza masculino en México, El Modelo México, teniendo la representación para el concurso internacional Mr World. En este año, Gabriel Soto obtuvo el segundo lugar de ese importante concurso internacional. En 2000, el sexto, con Guido Quiles; y en 2003, José Luis Reséndez consiguió el cuarto lugar. En 2010, México clasificó entre los 15 finalistas del concurso, gracias a la participación de Álvaro Álvarez.
En 1998, la compañía de juguetes Mattel, dentro de la celebración que conmemoró el 40 Aniversario del lanzamiento de la muñeca Barbie a nivel mundial, nombró a Lupita Jones «Embajadora de Sueños» en México.
Lupita Jones recibió el 23 de octubre de 2000, por parte del Fondo de Población de las Naciones Unidas, el nombramiento como «Embajadora de Buena Voluntad» de un programa especial denominado «Face to Face», que busca promover la defensa de los derechos humanos de la mujer.
Lupita fue considerada para recibir este nombramiento por su constante esfuerzo en buscar reconocimiento y dignificación a la labor y el papel de la mujer actual. Estuvo en la sede de las Naciones Unidas en Nueva York y fue recibida por el entonces Secretario General de la ONU, Kofi Annan, quien le dio formalmente este nombramiento.
Este nombramiento vino a reforzar la labor que realizaba a través de Nuestra Belleza México en apoyo a las niñas maltratadas con la institución «Ayuda y Solidaridad con las Niñas de la Calle IAP», donde a través de visitas periódicas lleva a las niñas de la institución mensajes que refuercen su autoestima, seguridad y deseos de superación para lograr una reintegración a la sociedad de manera sana y positiva.
En agosto de 2003, fue presentada como la primera embajadora mexicana de L'Oréal Paris, a la par de personalidades internacionales como Andie MacDowell, Heather Locklear, Milla Jovovich, entre otras. Las cualidades que se tomaron en cuenta para considerarla como la embajadora ideal de la marca fueron su sofisticación, encanto, modernidad, inteligencia, seguridad en sí misma y por su 'expertise' en belleza.
En 2005, fue invitada a ser portavoz de la primera cruzada nacional contra la bulimia y la anorexia «Di no a la Talla Cero», la cual buscó crear conciencia sobre la existencia de estas enfermedades y resaltar la importancia de ser detectadas y tratadas de forma adecuada.
El 17 de mayo de 2006 fue presentada una figura de cera en su honor para conmemorar los 15 años de haber sido elegida la mujer más bella del universo, formando parte de un importante número de personalidades tanto nacionales como internacionales que son huéspedes del Museo de Cera de la Ciudad de México, convirtiéndose así en la primera Miss Universo en la historia que tiene una figura de cera.
Durante el concurso Miss Universo 2007, celebrado en la Ciudad de México, participó como conductora de un programa llamado «MU 007, Buscando a Miss Universo», producción de Televisa. Se trató de una serie de 10 programas especiales con toda la información que se generó detrás del concurso.
Desde 2008, es jurado de Nuestra Belleza Latina, reality show producido por la cadena Univision en Miami, Florida, Estados Unidos.
Tras su salida de Nuestra Belleza México en 2023, Jones criticó los cambios dentro de los criterios para la elección de la reina, considerando que al no haber límite de edad, estado civil, requisitos físicos o si deben ser o no mujeres de nacimiento lo hace una competencia desigual porque no hay un parámetro que les permita dar una calificación justa.

## Carrera política
En 2021, Jones se postuló como candidata de la coalición Va por México a la gubernatura de Baja California, y en los resultados electorales quedeó en tercer lugar con el 13%, superada por Jorge Hank Rhon del Partido Encuentro Solidario, con un 28% y la ganadora Marina del Pilar Ávila Olmeda, de la coalición Juntos Hacemos Historia, quien obtuvo el 45% de los votos. Sobre los resultados, Jones aseguró que fue encasillada como reina de belleza y que no se le permitió demostrar que podría trabajar en otra área.

## Filmografía

### Televisión
- El señor de los cielos (2019-Act) ....Amaranta Reyes
- Enamorándome de Ramón (2017)... Katy Fernández de Medina
- Como dice el dicho (2015)... Ana Regina
- La malquerida (2014)... Carmen Gallardo Vda de Torres
- Por siempre mi amor (2013)
- Rosario (2013)... Fabiana Silva

### Programas
- Nuestra Belleza Latina (2008-2014)...Jurado
- Se vale (2012)... bailarina
- Me quiero enamorar (2008)... Consejera
- 100 mexicanos dijeron
- La Hora Pico... Estrella Invitada

| Predecesor: · Mona Grudt · Noruega | Miss Universo 1991 | Sucesor: Michelle McLean Namibia |

## Libros
- Detén el tiempo: 9 herramientas antiedad para tu salud y belleza (2011) - escrito junto a Diego Di Marco
- Bella y en Forma, XV años después (2006)
- Palabra de Reina (1993)